# Jamal Murray

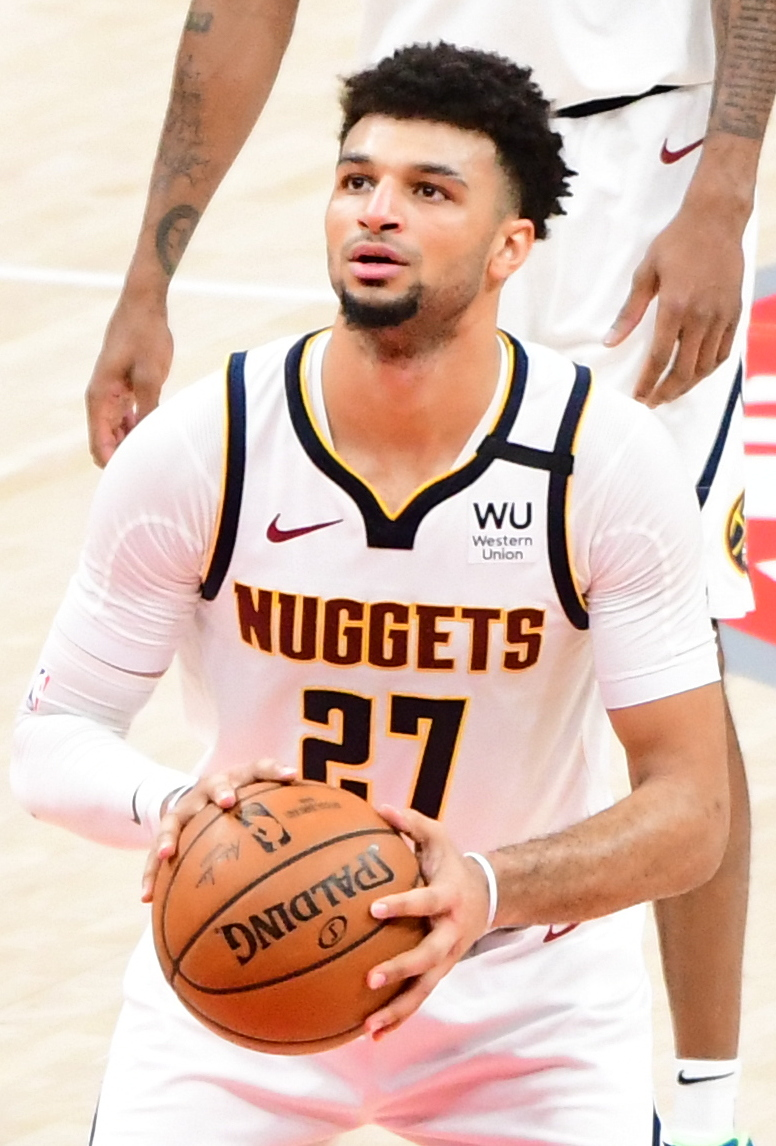
Jamal Murray, 2020.

Jamal Murray, född 23 februari 1997 i Kitchener i Ontario, är en kanadensisk professionell basketspelare (PG) som spelar för Denver Nuggets i National Basketball Association (NBA).
Han var med och vinna NBA-mästerskapet med Denver Nuggets för säsongen 2022–2023.
Murray draftades av Denver Nuggets i första rundan i 2016 års draft som sjue spelare totalt.
Innan han blev proffs studerade Murray vid University of Kentucky och spelade för universitetets idrottsförening Kentucky Wildcats.